# 鷺宮 (中野区)
鷺宮（さぎのみや）は、東京都中野区の地名。現行行政地名は鷺宮一丁目から鷺宮六丁目。住居表示実施済み区域である。

## 地理
中野区の北西部に位置する。町域の東部は中野区野方・丸山に接する。北部は練馬区中村南・中野区上鷺宮に接する。南部は中野区若宮・白鷺に接する。西部は杉並区井草に接する。鷺宮一丁目および鷺宮三丁目から鷺宮六丁目は町域北端に新青梅街道が通っている。鷺宮二丁目は、新青梅街道をはさんで鷺宮一丁目の北側にあたる。また中央部には、中杉通りが縦貫している。駅周辺には商店などが見られるが、主に住宅地として利用される。行政地名の正式表記は「鷺宮」であるが、駅名に基づいた「鷺ノ宮」、あるいは「鷺の宮」と表記されることもある。

### 地価
住宅地の地価は、2025年（令和7年）1月1日の公示地価によれば、鷺宮3-28-5の地点で56万円/m2となっている。

## 歴史

### 地名の由来
1064年、源頼義がこの地に八幡神を祀った社殿を建立した（現在の鷺宮八幡神社）。その神社（宮）の境内に鷺が多く棲んでいたことから、里人に「鷺宮大明神」と呼ばれるようになり、これがこの地名の起因といわれる。

### 沿革
- 江戸時代は多摩郡上鷺宮村・下鷺宮村の一部。上鷺宮村は今川直房の所領、下鷺宮村は幕府直轄領となる[7]。
- 1889年（明治22年） - 東京府東多摩郡野方村大字上鷺宮・下鷺宮となる[8]。
- 1927年（昭和2年） - 西武村山線（1952年に西武新宿線に改称）鷺ノ宮駅開業。
- 1932年（昭和7年） - 東京府東京市中野区鷺宮一丁目、三丁目、四丁目、五丁目、六丁目となる[8]。
- 1937年（昭和12年） - 府立家政駅開業（1943年に都立家政駅に改称）。
- 1942年（昭和17年） - 西鷺宮駅開業（1944年に閉鎖、1953年に廃止）[8]。
- 1965年（昭和40年） - 新青梅街道以南の旧・鷺宮五丁目、六丁目、西武新宿線以北の旧・鷺宮一丁目、三丁目、四丁目、六丁目が住居表示実施により現行の鷺宮一丁目から六丁目となる（旧・鷺宮の一部は丸山二丁目、野方六丁目等となる）[8]。
- 2005年（平成17年） - コミュニティバス「なかのん」運行開始。当地域から中野区役所方面へのアクセス利便性向上を図る。

## 世帯数と人口
2023年（令和5年）1月1日現在（東京都発表）の世帯数と人口は以下の通りである。
| 丁目       | 世帯数     | 人口     |
| ---------- | ---------- | -------- |
| 鷺宮一丁目 | 1,806世帯  | 2,736人  |
| 鷺宮二丁目 | 901世帯    | 1,435人  |
| 鷺宮三丁目 | 2,517世帯  | 3,877人  |
| 鷺宮四丁目 | 2,083世帯  | 3,275人  |
| 鷺宮五丁目 | 1,249世帯  | 2,363人  |
| 鷺宮六丁目 | 1,784世帯  | 3,411人  |
| 計         | 10,340世帯 | 17,097人 |

### 人口の変遷
国勢調査による人口の推移。
| 年                 | 人口   |
| ------------------ | ------ |
| 1995年（平成7年）  | 14,636 |
| 2000年（平成12年） | 15,373 |
| 2005年（平成17年） | 15,305 |
| 2010年（平成22年） | 15,590 |
| 2015年（平成27年） | 16,782 |
| 2020年（令和2年）  | 17,400 |

### 世帯数の変遷
国勢調査による世帯数の推移。
| 年                 | 世帯数 |
| ------------------ | ------ |
| 1995年（平成7年）  | 6,974  |
| 2000年（平成12年） | 7,675  |
| 2005年（平成17年） | 7,885  |
| 2010年（平成22年） | 8,480  |
| 2015年（平成27年） | 9,467  |
| 2020年（令和2年）  | 10,061 |

## 学区
区立小・中学校に通う場合、学区は以下の通りとなる（2024年4月現在）。
| 丁目       | 番地                                              | 小学校               | 中学校               |
| ---------- | ------------------------------------------------- | -------------------- | -------------------- |
| 鷺宮一丁目 | 1〜5番 7〜13番 22〜23番                           | 中野区立北原小学校   | 中野区立緑野中学校   |
| 鷺宮一丁目 | 16番（線路の南側）                                | 中野区立美鳩小学校   | 中野区立明和中学校   |
| 鷺宮一丁目 | 6番 14〜15番 16番（線路の北側） 17〜21番 24〜31番 | 中野区立鷺の杜小学校 | 中野区立明和中学校   |
| 鷺宮二丁目 | 全域                                              | 中野区立鷺の杜小学校 | 中野区立明和中学校   |
| 鷺宮三丁目 | 全域                                              | 中野区立鷺の杜小学校 | 中野区立明和中学校   |
| 鷺宮四丁目 | 全域                                              | 中野区立鷺の杜小学校 | 中野区立明和中学校   |
| 鷺宮五丁目 | 全域                                              | 中野区立武蔵台小学校 | 中野区立北中野中学校 |
| 鷺宮六丁目 | 全域                                              | 中野区立武蔵台小学校 | 中野区立北中野中学校 |

## 交通

### 鉄道
| 街区内に設置の駅                                 | バス移動等で利用可能の駅 |
| ------------------------------------------------ | --- |
| 西武新宿線 - 鷺ノ宮駅(SS 09) - 都立家政駅(SS 08) | 西武池袋線 - 中村橋駅(SI 07) JR中央線 JR中央・総武線各駅停車 東京メトロ丸ノ内線 - 荻窪駅(JC 09)(JB 04)(M 01) JR中央線 JR中央・総武線各駅停車 - 阿佐ケ谷駅(JC 08)(JB 05) |

- 町域内には西武新宿線・都立家政駅と鷺ノ宮駅がある。鷺ノ宮駅は急行停車駅でもある。
- 西端の鷺宮六丁目は下井草駅が近い。途中、過去西鷺宮駅が存在し、現在でも変形した敷地で痕跡を残す。

### バス
- 関東バス阿佐谷営業所が周囲の路線を運行。

### 道路
- 中杉通り
- 新青梅街道

## 事業所
2021年（令和3年）現在の経済センサス調査による事業所数と従業員数は以下の通りである。
| 丁目       | 事業所数  | 従業員数 |
| ---------- | --------- | -------- |
| 鷺宮一丁目 | 96事業所  | 598人    |
| 鷺宮二丁目 | 45事業所  | 383人    |
| 鷺宮三丁目 | 231事業所 | 1,298人  |
| 鷺宮四丁目 | 86事業所  | 515人    |
| 鷺宮五丁目 | 45事業所  | 294人    |
| 鷺宮六丁目 | 47事業所  | 212人    |
| 計         | 550事業所 | 3,300人  |

### 事業者数の変遷
経済センサスによる事業所数の推移。
| 年                 | 事業者数 |
| ------------------ | -------- |
| 2016年（平成28年） | 548      |
| 2021年（令和3年）  | 550      |

### 従業員数の変遷
経済センサスによる従業員数の推移。
| 年                 | 従業員数 |
| ------------------ | -------- |
| 2016年（平成28年） | 3,028    |
| 2021年（令和3年）  | 3,300    |

## 施設
- 中野区鷺宮区民活動センター
  - 鷺宮図書館
- 中野区鷺宮すこやか福祉センター
- 鷺宮スポーツ・コミュニティプラザ
- 東京消防庁野方消防署鷺宮出張所（救急隊1）
- 鷺ノ宮駅前郵便局
- 中野区立鷺宮児童館
- 中野区立第八中学校
- 中野区立鷺宮小学校
- 西京信用金庫鷺宮支店
- オーケー中杉中央店
- ピーコックストア都立家政店
  - キャンドゥ
- TSUTAYA
- 松屋フーズ
- モスバーガー
- リソー教育
- ウイルソン - 自動車向けケミカル用品メーカー。

## その他

### 日本郵便
- 郵便番号 : 165-0032[3]（集配局 : 中野北郵便局[19]）。